# Coenochilus uncinatipes
Coenochilus uncinatipes är en skalbaggsart som beskrevs av Moser 1915. Coenochilus uncinatipes ingår i släktet Coenochilus och familjen Cetoniidae. Inga underarter finns listade i Catalogue of Life.